# Находка (станция)
Нахо́дка — железнодорожная станция на линии Угловая — Мыс Астафьева Владивостокского территориального управления ДВЖД. Расположена на северной окраине города Находки.
Решение о строительстве железнодорожной ветки «Сучан — Находка» было принято в 1933 году, по проекту находкинская станция носила название «Американка». Строительство железнодорожной ветки и станции велось солдатами Особого корпуса железнодорожных войск РККА под командованием Яна Лациса. По окончании работ станция была названа Лацис. 1 мая 1935 года на станцию Лацис прибыл первый грузовой поезд, следовавший со станции Гамарник. По случаю Дня международной солидарности трудящихся проходила праздничная демонстрация, играл военный оркестр. Вокзал был деревянным, одноэтажным. В 1936 году на станцию прибыл первый пассажирский поезд (из Хабаровска). В 1937 году станция была переименована в станцию Находка. С 1938 по 1946 год (до закрытия навигации 15 ноября) — станция прибытия плановых маршрутов вагонзаков с заключёнными ГУЛАГа, на пути этапа в бухту Находка и Магадан. В 1966 году проведена электрификация путей.
Находка является главной станцией Находкинского железнодорожного узла, включающего также 4 припортовых, 2 нефтеперегрузочных, 1 пассажирскую станцию и 1 разъезд. Обслуживает грузы, идущие в порты Находки, а также пассажирские электропоезда. На станции Находка расположен грузовой двор МЧ-3, пункт технического обслуживания поездов ПТО ВЧДЭ-4. Имеет предгорочный парк «А» из 5 путей полезной длиной 797—951 метров; сортировочно-отправочный парк "СОП" с механизированной горкой средней мощности из 21 пути полезной длиной 735—921 метров; параллельно расположенный приёмо-отправочный парк «ПОП» из 5 путей полезной длиной 792—918 метров, транзитный парк "ТР" из 3 путей полезной длиной 860—913 метров. Движение грузовых поездов на подходах к Находкинскому узлу производится электровозами 3ЭС5К, 4ЭС5К   локомотивными бригадами приписанными к локомотивному депо станции Смоляниново (ТЧЭ-8), Уссурийск (ТЧЭ-6). Внутриузловое движение передаточных поездов обеспечивают локомотивы, приписанные к депо станции Партизанск (ТЧЭ-14). Маневровые работы осуществляются стационарными тепловозами (ТЭМ18, ТЭМ7). Пропускная способность станции Находка вместе со станцией Находка-Восточная составляет почти 40 млн тонн грузов в год.
Электропоезда на Владивосток, Партизанск, Тихоокеанскую и Мыс Астафьева ходят с остановкой утром, днём и вечером. Электропоезд повышенной комфортности «Приморочка» Тихоокеанская — Владивосток ходит ежедневно по утрам (время в пути около 4 часов). Скорый фирменный поезд Хабаровск — Тихоокеанская (113/114) в холодный сезон ходит через день. В летний купальный сезон ежедневно.
Имеется пассажирский вокзал с кассой и залом ожидания, пост полиции. Станция находится на удалении от главной пассажирской станции города — Тихоокеанской.

## Дальнее следование по станции
| № поезда | Маршрут движения          | № поезда | Маршрут движения          |
| -------- | ------------------------- | -------- | ------------------------- |
| 113      | Тихоокеанская — Хабаровск | 114      | Хабаровск — Тихоокеанская |